# Mumbaiuniversitetet

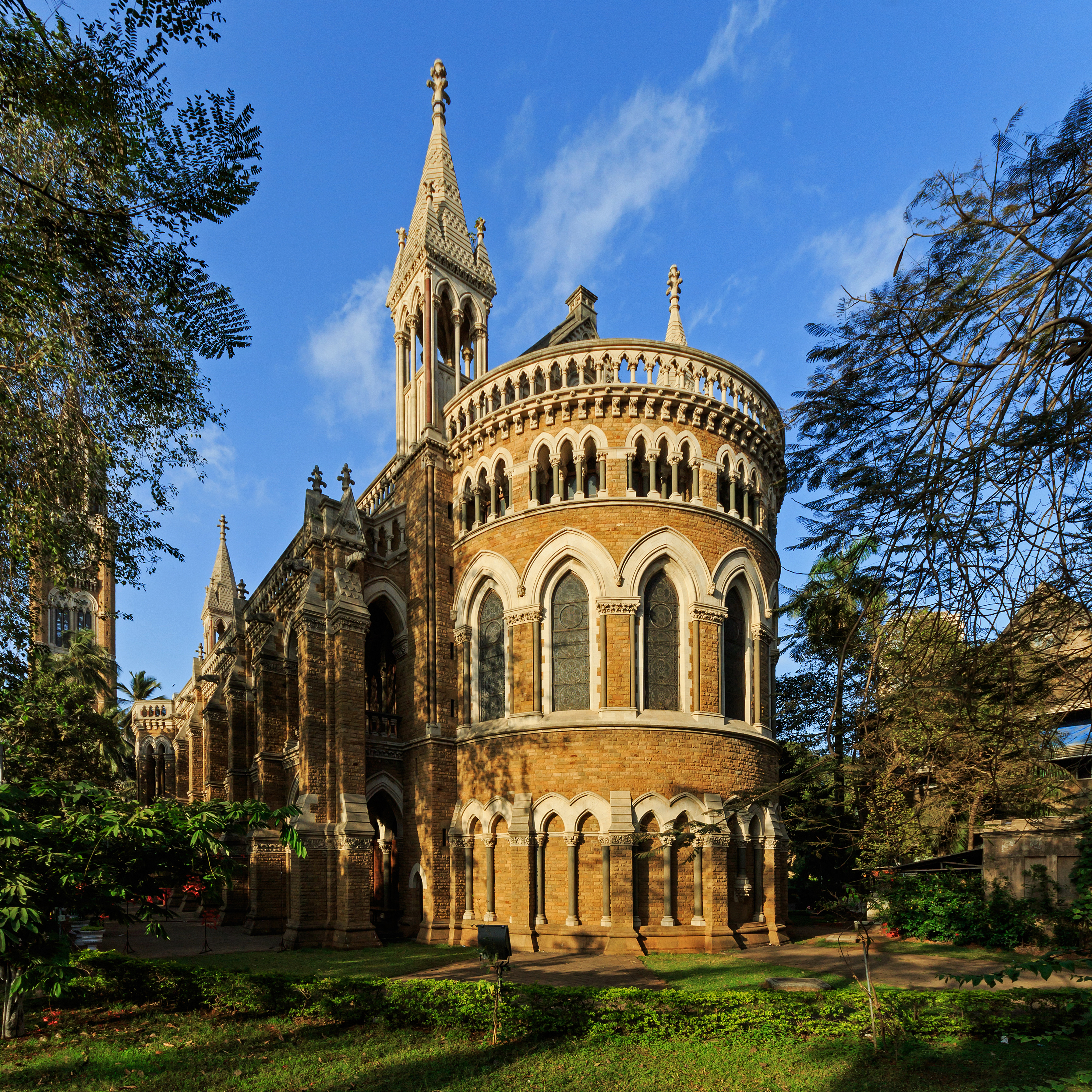
Universitetets huvudcampus

Mumbaiuniversitetet (eng. University of Mumbai, tidigare University of Bombay) är ett av Indiens äldsta universitet. Det finns i staden Bombay och grundades 1857.